# Roisey
Roisey är en kommun i departementet Loire i regionen Auvergne-Rhône-Alpes i centrala Frankrike. Kommunen ligger i kantonen Pélussin som tillhör arrondissementet Saint-Étienne. År 2022 hade Roisey 1 006 invånare.

## Befolkningsutveckling
Antalet invånare i kommunen Roisey
| Referens: INSEE |